# Мальгинское
Мальгинское — пресноводное озеро на территории Алёховщинского сельского поселения Лодейнопольского района Ленинградской области.

## Общие сведения
Площадь озера — 2,8 км², площадь водосборного бассейна — 42,6 км². Располагается на высоте 96,6 метров над уровнем моря.
Форма озера лопастная, продолговатая: оно почти на три километра вытянуто с северо-запада на юго-восток. Берега каменисто-песчаные, местами заболоченные.
Из юго-восточной оконечности озера вытекает безымянная протока, впадающая в Мунозеро, из которого берёт начало река Савинка, впадающая в реку Оять, левый приток Свири.
Населённые пункты вблизи водоёма отсутствуют. На юго-восточном берегу располагается нежилая деревня Мальгиничи, через которую проходит дорога местного значения 41К-639 («Комбаково — Шапша — Печеницы»).
Код объекта в государственном водном реестре — 01040100811102000015944.